# 基礎油
基礎油（base stock, base oil）指組成潤滑油、潤滑脂成品的液態成份，任何一種潤滑油、脂的主要成份（一般佔質量67~90%hrhj）都是基礎油。基礎油可以是煉油廠的分餾產品（沸點高於燃料用重油、低於瀝青），也可以是合成的，前者一般稱為礦物油，後者雖然有多個非常不同的族群，但一般統稱合成油。
雖然植物油、動物油也可以用來作為潤滑基礎油，但其供應量與性能完全無法滿足現代潤滑工業的需求，因此只有在很小的範圍使用。
在某些情形下，基礎油本身的物理化學性質決定了使用該基礎油的潤滑油或潤滑脂的潤滑性能，但在大多數工業用設備的潤滑應用上，潤滑性能主要取決於基礎油所攜帶的潤滑添加劑（additive），在這種情形下，基礎油的很大一部份的功用是作為潤滑添加劑的載體（carrier）。
除了潤滑性能外，基礎油作為潤滑油、潤滑脂的主成份，最重要的特性就是其壽命了。一般而言，基礎油可長期耐受的最高溫度愈高，可用的壽命就愈長。例如有機酯油可長期耐受180~200°C高溫，而最優質的礦物油也僅能長期耐受110~130°C，如果比較100°C以下的工況，合成酯油的壽命便大幅領先礦物油。

## 美國石油學會基礎油分類
美国石油学会（American Petroleum Institute, API）為使基礎油品質有公認的分類標準，1993年起制定了五類基礎油分類標準。

#### Group I
飽和烴含量小於90％且/或硫含量大於0.03％，而且粘度指數大於或等於80且小於120。

#### Group II
飽和烴含量大於或等於90％，且硫含量小於或等於0.03％，而且粘度指數大於或等於80且小於120。

#### Group III
飽和烴含量大於或等於90％，且硫含量小於或等於0.03％，而且粘度指數大於或等於120。

#### Group IV
即聚-1-烯烴（英語：Polyalphaolefin, PAO）。

#### Group V
成分不屬於Group I ~ Group IV者。

## 礦物油[3][4]
礦物油是成本最低的基礎油，因為其生產過程與成本遠比合成油為簡單低廉。礦物油幾乎完全由碳氫化合物（烴分子, hydrocarbonate）組成。
在石油分餾過程中，依沸點从低到高的次序分別生產出石油氣、汽油、煤油、柴油、燃料重油，透過常壓（或加壓）加熱的分餾塔分離，剩下的殘渣則再送入真空分餾塔進行分餾。
這個原因是燃料重油的分餾溫度已近700°F，更高的溫度會使碳氫分子分解，從而無法分餾出所需的碳氫化合物。
真空分餾出來的潤滑基礎油稱為直餾油（straight run），因為它的碳氫分子結構並未被提煉過程所改變。直餾油不能夠直接用來生產工業用潤滑油、潤滑脂。因為其含有大量雜質（如氮化物、氧化物等等）、酸性物質與不飽和烴，酸性物質會侵蝕機件、不飽和烴會使潤滑油快速氧化(特別是在80~100°C以上的溫度），氧化的基礎油具有酸性、且會形成油泥。直餾油含有大量分子結構相異的的碳氫化合物，而現代的工業用潤滑油、潤滑脂，需要使用的是分子結構相對整齊單純的碳氫化合物。

### 礦物油的煉製
直餾油必須經過精煉過程才能成為工業潤滑油脂的基礎油。精煉過程有傳統式（使用溶劑）與非傳統式（氫化）兩大流派，兩者都是去瀝青（Deasphalting）、去芳香烴（Aromatic extract）、脫臘（Dewaxing）、去除異質化物（Heteroatoms）的流程，只是使用的方法不同。
溶劑法技術成本低，但產出的基礎油仍含有大量不飽和鍵，只能產出API Group I的初級礦物油；氫化法成本高，但可在過程中將碳氫化合物（烴）改造成石化工程師希望的結構，以及更高的飽合率。
氫化法分為三大類：加氫精製（Hydrofinishing）、加氫處理（Hydrotreating）、氫化裂解（Hydrocracking）。

#### 加氫精製&加氫處理[7]
加氫法是溶劑法的改良，加氫精製法是以氫化反應取代溶劑法中的黏土來去除或中和異質化物，其產出的基礎油較為清澈。加氫精製的成品率（yield）可達95%，成本相當低廉，幾乎已完全取代了傳統的精製法。
加氫處理嚴格而言是個統稱名詞，包含所有以氫氣加工礦物潤滑基礎油的工程，從程度最輕的加氫精製到程度最高的氫化裂解，但也可以用來指稱氫化程度介於二者之間、成品率40~70%間的各種煉製方法。加氫精製仍只能製備API Group I等級基礎油，而進一步的加氫處理法已可製出API Group II等級。
溶劑法與加氫法生產的礦物油，含有的烴分子包含直鍊烷基的石蠟基（Paraffinic）、含苯環的芳香基（Aromatic），以及含指環烴的環烷基（Naphthenic）。其中芳香基的潤滑性能最為低下，石蠟基最優良。因此基礎油中石蠟烴的比例即決定了此基礎油的大部品質。環烷烴有良好的低溫特性，但黏度指數低，且環狀烴分子的潤滑性能與穩定性不佳。

石蠟是一個有歧義的石化產品專有名詞，就有機化學定義而言，石蠟（paraffin）等於烷（alkane），也就是化學式CnH2n+2的飽合烴：
- 在美國、加拿大、澳洲、紐西蘭，石蠟油（paraffin oil）一般指的是煤油（kerosene），也就是航空燃油與家用取暖油；
- 固體石蠟（paraffin wax）指的是煉油過程中萃取出來的固態石蠟烴，一般含有20~40個碳原子，主要為直烷結構因而易於結晶凝固，純萃的石蠟可食用，是醫療和皮膚保養、食物保存的常用化學品（例如凡士林）；
- 液態石蠟（liquid paraffin）在英國指的是醫用石蠟油，在美國稱為白油，也就是潤滑工業所製造的石蠟基油，去除了對人體有害的環烷基的礦物油；
- 石蠟基（礦物）油（paraffinic oil, paraffinic mineral）在石化工業，特別是潤滑油部門，指的是真空分餾出來的高飽和率、低環烷烴含量的礦物油，上述的醫用石蠟油是一般石蠟基油再純化的產物。

#### 氫化裂解[8]
氫化裂解以常壓分餾出的燃油（一般是取重真空燃油等級Heavy Vacuum Gas Oil）為原料，而非雜質極多的真空分餾直餾油。氫化裂解其實僅是煉製過程的第一步，以高壓氫氣（例如3000psi）在觸媒作用下將原料油中的烴分子轉化成較合適的結構，芳香族（aromatic）與環烷族（naphthenic）在這個過程中會被轉換成石蠟（paraffinic）烴分子，異質化物同時也在這個過程中被氣化移除，分子鍊會被打斷以控製分子量分佈，因此氫化裂解製備的基礎油分子的分子量比傳統法製備的礦物油分子量集中。裂解後仍需其它氫化處理以得到最終產品。氫化裂解的成品率僅有5~15%，因此成本高昂。
氫化裂解生產出的礦物基礎油，其品質可達到API Group II或III。除了飽和率高不易氧化、石蠟烴比例高潤滑性能較優、雜質較少之外，黏度指數亦較高，代表其黏度隨溫度變化的程度小於溶劑法與氫化法生產的礦物油。一般所謂的VHVI（Very High Viscosity Index,超高黏度指數）等級基礎油就是氫裂製成的礦物油，黏度指數可達115~130。VHVI原本由荷兰皇家壳牌英語：在1990年註冊為商標，但在1993年放棄，因此目前任何潤滑基礎油製造商、潤滑成品製造商均可使用VHVI作為產品名稱或內容敘述的一部份。
由於氫化裂解礦物油與其它礦物油有很大的物理、化學性質與潤滑性能的差距，且其分子結構已經在製程中被改造過，因此某些潤滑油品牌認為也可以將氫化裂解製成的API Group III礦物油產品稱為合成油。這個命名問題除了德國之外，大部份國家在法律上是無限制的。

## 合成油[11]
嚴格意義上的合成油，必須是從小分子單元聚合反應而成的。絕大多數的合成油都是以某種烴類為初級原料，雖然烴類並非只能從原油或天然氣中裂解獲取，但只有石化工業能穩定大量地供應，因此合成油的成本與供應仍然與石油市場非常密切相關。
即使包含氫裂解礦物油在內，2004年全球的合成油銷售金額佔整體基礎油市場也僅僅只有7%，預估到2015年可成長至10%。
作為基礎油的合成油，有合成烴、合成酯、聚二醇、矽油、氟化油、磷酸酯、聚醚等等多個族群。

### 合成烴
合成烴是最普遍、成本最低的合成油，在未特別指明的情況下，對消費者銷售的合成機油、合成車用齒輪油，幾乎都是以合成烴或氫裂礦物油作為主要基礎油。
合成烴（Synthetic Hydro Carbon, SHC）基本上是石蠟基礦物油的合成版本，然而以合成法製備與石油裂解精製，仍然有很大的不同。首先異質化物幾乎不存在，碳鍵飽和率達到近乎完美，分子量的分佈非常集中。
- 礦物油的分子量呈鐘形分佈，因為小分子量的烴分子較易揮發，因此其平均分子量（以及黏度）便會隨時間而逐漸昇高，合成烴具有分子量較統一的優勢，揮發率較低且穩定。

礦物油的碳鍊形狀混亂，使其分子間阻力較大，因此在同黏度的情形下，合成烴潤滑油的阻力明顯低於礦物潤滑油，相對地礦物油的抗壓性卻又高於合成烴，因為礦物油分子較不易被剪應力所擠開。
合成烴是非常多種不同的烴分子的統稱，目前最普遍的合成烴是聚-1-烯烴（英語：Polyalphaolefin, PAO），其次為多烷基環戊烷（Multiply Alkylated Cyclopentane, MAC）。後者因具有超低揮發率而為真空工程所愛用，但缺點為黏度指數較低、可用的黏度選擇較少。
PAO主要的缺點是難以溶解很多常用的潤滑添加劑，由於大多數潤滑劑的潤滑效果主要取決於潤滑添加劑，PAO的這個缺點是無法被接受的。因此絕大多數標榜PAO的潤滑油（例如引擎機油）都添加了有機酯油或礦物油來幫助溶解潤滑添加劑。
PAO一般可在130~150°C的溫度持續工作數百小時至數千小時。其黏度指數一般在120~150間。PAO具有很好的低溫性能，因此需要低溫起動或寒帶工作的設備、汽車零組件偏好採用以PAO作為基礎油的潤滑油脂。
早期的礦物油芳香烴含量較高，對於多數常用的油封橡膠有膨脹效果，在低溫時這個特性十分有效防止了油封的冷縮漏油。軍、民航空業在60年代以後逐漸採用PAO作為液壓油，因此必須在基礎油中添加橡膠膨脹劑（Seal Swell Additive），雙機酸有機酯就是最常被採用的橡膠膨脹劑，加上有機酯對於很多PAO溶解力有限的潤滑添加劑都有良好的溶解力，因此現代很多PAO合成機油均添加了5~20%的有機酯。
半合成油通常是API Group I或II礦物油與API Group III或PAO的混合，但沒有工業標準定義半合成油的API Group III、PAO最低含量。

#### 應用
PAO基礎油廣泛應用於低溫、中高溫的各種工業、汽車零件上，最常見的用途顯然是車用機油與車用齒輪油。在API分類上PAO屬於Group IV。任何其它不屬於PAO的合成油均統歸類於Group V。

### 合成酯[16]
酯（ester）是醇與酸的酯化反應產物，一般工業潤滑油脂所使用的合成酯油常被稱為有機酯，表示該酯油是以碳基酸製作的，以有別於以無機酸，例如磷酸、氮酸、硼酸、硫酸製成的無機酯（例如磷酸酯）。
有機酯油同樣是很多含「酯」官能基的碳氫氧化合物的統稱，最常被用來製作基礎油的有機酯，包含雙基酸酯（Dibasic ester, DBE）、多元醇酯（多元醇酯, POE），後者又是一個大家族的統稱。由於可進行酯化反應的有機酸種類繁雜，因此「有機酯油」家族成員亦相當龐雜。其它有機合成酯油族群有鄰苯二甲酸酯（Phthalates Ester）、偏苯三酸酯（Trimellitate Ester）、C36二聚酸酯（C36 Dimerate Ester）、聚油酸酯（Polyoleates Ester）、複合聚醇酯（Complex Polyol Ester）等。其中較常見的是DBE與POE。
DBE是以含二個「可電離氫原子」的直鏈二酸，與支鏈單官能基的醇反應而成。黏度指數非常高，同時適用於非常低溫（<-40°C）與高溫，但由於無法製成大分子量，黏度很難超過100cSt。
鄰苯二甲酸酯也常被用為塑化劑，成本是所有合成有機酯潤滑油中最低的，甚至接近礦物油的水準。鄰苯二甲酸酯可以有很高的黏度指數「或」適用於非常低溫。同樣無法製成>100 cSt的黏度。
POE是由多官能基的多元醇與單官能基的有機酸反應合成的（與DBE相反），可製成各種低~高黏度版本的潤滑油，較不易水解，也較耐高溫。同黏度情形下POE較DBE，可承受高50~80°C的熱應力。但POE的成本也高於DBE。
因有機酯是含義廣泛的統稱，以有機酯為主的基礎油沒有一致的特性。工業用有機酯潤滑油具有耐高溫（~200°C仍有數百~數千小時的工作壽命）、抗壓性強、易溶解各種潤滑添加劑（視具體採用哪一種有機酯而定）、很高的黏度指數的優點，但也有可能腐蝕某些種橡/塑膠材質（不同種的酯可配合使用的橡塑膠也不一定）。
很多有機酯呈半極性，即具備界面活性劑的特點，因此低黏度酯油可以用來作為油泥的溶解清潔劑。半極性的特點使酯油分子的極性端對金屬有良好的附著力，因此酯油分子也可以用來製成油性添加劑（Oiliness Additive，Friction Modifier，減摩劑）。
有機酯的另一特點，是唯一可以做成符合CEC L-33 A-93定義的「可生物分解」潤滑油。

#### 酯油的水解
醇+酸↔酯+水酯化反應是可逆反應，因而以有機或無機酯為基礎油的潤滑油脂需注意避免過於潮溼的使用環境，高溼度環境可能導致酯的水解。

#### 應用
基於其高黏度指數的特點，某些需要在較大溫度變化範圍內工作的機件便會選用有機酯油。同黏度的有機酯油形成的油膜厚度厚於礦物油或PAO，因此在高速或高溫應用下，有機酯油相當受到歡迎。有機酯油常被製成高溫或高速軸承潤滑脂，以及高溫鏈條油。
剪切損失
在剪切應力下黏度低於原有黏度
常見的5W-40合成機油意味其黏度指數達160以上，這即使對PAO基礎油也構成相當的挑戰，因此機油製造商便在較低黏度（例如5W-16）機油之中加入黏度指數提昇劑，這是一種高分子聚合物，在低溫時對基礎油沒有影響（因此低溫黏度級數維持5W），在高溫時黏度指數提昇劑舒展開來使油體更加黏稠（高溫黏度級數16→40），而達到5W-40的複級效果。
黏度指數提昇劑一般較不耐剪切應力，在高應力作用下黏度指數提昇劑即部分失效，也就是說在高剪切速度下使用黏度指數提昇劑的機油其黏度可能會比標識值為低，所形成的油膜厚度也較薄。因此SAE的高溫黏度級數（8~60）有定義在高溫、高剪切應力下的最低黏度，以避免機油廠商添加太多的黏度指數提昇劑。
有機酯油可製成黏度指數高達250的基礎油，不用添加太多黏度指數提昇劑即滿足高負荷引擎的極端需求（冷車時黏度不可過厚、全速運轉時黏度不因高溫、高剪切而過薄）。因此部分酯類基礎油製成的機油標榜「零剪切損失」。

### 聚二醇[19]
聚二醇油（Polyglycol）俗稱聚乙二醇油，為環氧乙烷（Ethylene oxide, EO）與環氧丙烷（Propylene oxide, PO）所聚合而成的。若聚合反應中EO比例遠高於PO，則會製成親水性的聚二醇油，反之則會製成與其它烴類油相溶的油。在潤滑工業上，親水性的聚烷基二醇醚（Polyalkylene Glycol ethers, PAG）是聚二醇油中使用最為普遍的。聚二醇油是在二戰時期美國海軍對防火液壓油的需求而誕生。
親水性PAG油含有大量羥基（Hydroxyl），使得PAG油是極性液體，親水而斥非極性油，且有相對固定的沸點。
聚二醇油（例如PAG）非常適合用來作為高效能齒輪油的基礎油，特別是對高滑動比齒輪（例如：蝸齒（worm gear）、戟齒（Hypoid gears））而言，使用PAG基礎油製成的齒輪油，可以非常顯著地提昇效率、降低工作溫度。
PAG油的親水性在齒輪油應用有特殊優勢，一般PAG齒輪油油可以溶入~1%的水而不至於立即使齒輪箱軸承發生嚴重磨損，而非水溶性的基礎油即使混入400ppm的水，也會因不均勻的油體而發生嚴重磨損問題。
PAG油的黏度指數可達200~300，表示同黏度等級的PAG在高溫下有較高的黏度與油膜厚度，因此非常適合作為高溫齒輪箱之齒輪油。
PAG油與烴、酯類油的揮發模式不同（隨溫昇而有逐漸昇高的揮發率），PAG油有類似沸點的分解溫度，超過該溫度PAG油會完全分解揮發，幾乎不留下殘渣。
儘管PAG油具有強大的滑動摩擦潤滑能力，它的缺點也非常顯著，導致其應用受限：
1. 多數常見的橡、塑膠偏極性，會受到PAG侵蝕而膨脹或乾縮，僅有非極性橡膠如EPDM, IIR與非極性塑膠PE, PP等可以配合PAG油脂；
2. 單元漆會被PAG侵蝕剝落；
3. 輕金屬（如鋁合金）在應力作用下會被PAG油侵蝕、破裂；
4. PAG油親水，因此過濾系統無法將水從PAG油中分離出來
  - 烴基油含水量>400ppm，齒輪箱軸承即可能損壞，而PAG油即使含水量達1000ppm仍不會有顯著影響。然而若齒輪箱持續進水，PAG油被水所稀釋無法分離，其潤滑能力會急速下滑

#### 應用
PAG油最常見的應用有防火液壓油、制動油、烴類氣體壓縮機油、高溫滾輪軸承（Calender）潤滑油、切削/研磨液、R-134a冷媒壓縮機油、高效率齒輪箱油、熱導油等等。

### 磷酸酯[25]
磷酸酯（Phosphate Ester）油屬於無機酯，除了當作潤滑基礎油、加入其它基礎油當作潤滑添加劑之外，也常被橡塑膠工業用來加入產品作為阻燃增塑劑。
磷酸酯是所有非極性基礎油中最不易被點燃的，它的裂解溫度高（>300°C）、有高抗氧化性、揮發率低、燃點高、燃燒熱值低，即使起火也會自行熄滅等獨特性質，因此在高溫、或需要高防火性能的應用環境上很受歡迎。
磷酸酯油抗磨耗性能優良，但是成本較高、對人體有毒性、黏度指數低（三苯類的磷酸酯VI<100）、對很多密封件材質（橡塑膠）有極強的侵蝕性。
磷酸酯依其所連接的烴基之不同，也有很多不同產品，最普遍的是以石油、煤炭提煉的苯為原料的三苯磷酸酯（Triaryl Phosphate Ester），包含磷酸三甲苯酯（Tricresyl Phosphates, TCP）、磷酸三二甲苯酯（Trixylenyl Phosphates, TXP），一般稱為天然磷酸酯；1960年代以後市場逐漸出現以合成苯為原料的丙基/異丙基/丁基/叔丁基三苯磷酸酯（Triphenyl Phosphates Propylated/Isopropylated/Butylated/tert-butylated）以及三烷磷酸酯（Triakyl Phosphates）族群等等。

#### 應用
磷酸酯油大多用來製作需要高抗燃性能的液壓油（例如航空液壓油）、渦輪機循環油等。

### 矽油[27]
聚合矽化物（Silicone polymer）依成份與結晶度不同，可分為液態的矽油、固態的矽樹脂、固態的橡塑膠。在不同行業這三種不同的聚合矽化物都俗稱矽利康（Silicone）。商業化生產潤滑用矽油始於1940年代，由奇異公司(英語：General Electric Company，簡稱GE)與道康寧（Dow Corning）首先開展矽油的大量生產事業。
最常見的矽油（Silicone oil）是聚二甲基矽氧烷（Polydimethylsiloxane）與苯甲基矽油（Phenylmethyl silicone）。矽油具有所有油種中最高的黏度指數（可超過500），可以在粗~中度真空中工作、是電的良好絕緣體、化學安定性很高、可耐200~250°C高溫。但矽油的缺點也很多，其表面張力是所有油種中最低的，因此非常容易滲漏損失，且油膜強度非常弱，同黏度條件下矽油的抗壓抗磨性遠遜於其它油種。氯化矽油可用在比較嚴苛的摩擦環境，但因環保因素氯化矽油已少有人開發了。
聚二甲基矽氧烷的35°C表面張力（與黏度幾乎無關）僅21dyn/cm，苯甲基矽油25°C時亦僅有24~25dyn/cm；一般烴類油的表面張力30~40dyn/cm，室溫下的水的表面張力72dyn/cm
矽油在所有需要精美烤漆的產線都需要嚴格管制，因為矽油容易滲漏，黏附在任何接觸到矽油的物體（例如：人手）上就幾乎無法清除，當微量矽油被轉移到未烤漆的工件表面上之後，該工件的烤漆就註定失敗。矽油無法以任何溶劑簡單去除，因此最好的辦法就是全廠禁用矽油。
矽油一般而言與矽橡膠（VMQ等）以外大部份的常用工程橡、塑膠都可配合使用，但非常低黏度（<10cSt）的矽油則會抽出橡塑膠內的塑化劑導致其硬化、縮小，一般黏度的矽油若在較高溫度使用也會有不同程度的塑化劑抽出效應。
矽油分子在高溫下其烴基部份被氧化後，黏度會大幅增加甚至膠化。電氣接點（開關、插頭）的摩擦面在微觀尺度下，真正的接觸點有非常高的閃點溫度，可能達到600~1000°C，因此在接觸點表面會逐漸覆蓋一層極薄的矽膠，若電氣開關或插座上沾到了矽油，在多次開關切換或插拔後，矽膠膜便可能導致整個接點絕緣，因此矽油又稱電氣殺手。若必須使用，則以苯甲基矽油較合適。

#### 應用
矽油最常見的潤滑應用，是超低溫用（<60°C）潤滑劑、橡塑膠閥芯/密封環潤滑脂、橡塑膠脫模劑、氧氣工廠一般潤滑油脂、水龍頭閥心（主要是陶瓷片）潤滑脂、真空設備密封橡膠潤滑、儀器的阻尼液等。無論是哪一種應用，矽油與矽油製成的潤滑脂都只能承受極輕度的摩擦。
由於矽油的低表面張力特性，潤滑油常加入微量矽油作為消泡劑。
由於單槍把手式水龍頭的冷熱水是由同一閥芯流出，為避免出冷水與出熱水時把手扭阻力（使用者的手感）差異過大，閥芯必須使用高黏度指數潤滑脂，而矽油有最高的黏度指數，且矽油的低表面張力使得其很難被水流所完全沖走，因此水龍頭行業幾乎一律使用矽油製成的潤滑脂來潤滑閥芯。

### 全氟聚醚[29]
氟素油，或稱氟化油，是全氟聚醚（Per-Fluorinated Poly Ethers, PFPE）的俗稱，也稱作全氟烷醚（Per-Fluoro Alkylether, PFAE）或全氟聚烷醚（Per-Fluoro Poly Alkylether, PFPAE）。
全氟聚醚是所有潤滑基礎油類別中最昂貴的族群，目前全世界只有五間公司能夠商業化量產各種全氟聚醚基礎油：上海艾肯化工，DuPont, Solvay Solex, Daikin, NOK。但全氟聚醚的特殊優勢是其可以被回收再生，再生的全氟聚醚成本大為降低。
全氟聚醚的密度一般在~1.9g/cm3，是其它所有基礎油種的幾乎兩倍重。其高密度彌補了低表面張力的缺點，使其在接觸點仍有較同樣是低表面張力的矽油為高的抗壓性。但高密度的性質配合其高公斤單價的缺點，使得採用全氟聚醚的成本遠高於任何其它油種。全氟聚醚物理、化學性質非常安定，這使得它對各種潤滑添加劑的溶解度很低，這也增加了全氟聚醚潤滑產品的開發困難。
全氟聚醚分為性質差異很大的兩大族群，根據分子鏈是否有分支，概可分為線性型（linear）與分支型（branched）兩類。再根據聚合單體的不同，可分為均聚型（homopolymer）與共聚型（copolymer）。
1. 分支均聚型（PFPE-K）：CF3CF2CF2-O-[CF（CF3）CF2-O-]xCF2CF3，主原料為六氟環氧丙烷（HFPO）
2. 分支共聚型（PFPE-Y）：CF3-O-[CF（CF3)CF2-O-]y[CF2-O-]zCF3，主原料為六氟丙烯
3. 線性均聚型（PFPE-D）：CF3CF2CF2-O-[CF2CF2CF2-O-]xCF2CF3，主原料為四氟雜環丁烷
4. 線性共聚型（PFPE-Z）：CF3-O-[CF2CF2-O-]y[CF2-O-]zCF3，主原料為四氟乙烯

- 線性型成本較高、抗壓性較低，但阻力較低、黏度指數較高（最高可達350）、適用於相當低溫的環境，也可以在200~220°C溫度長時間工作。
- 分支型全氟聚醚較為普及、可耐較高溫度（280~300°C）、抗壓性較強，低溫時阻力偏高，緊臨-O-醚官能基的三氟甲基能保護-O-鍵抵抗侵蝕，因而較為穩定
- 均聚型的抗氧化性能均優於共聚型，亦即均聚型適用的溫度高於共聚型，主因為二氟甲醚-[CF2-O-]在高溫下較易解離，即使在安全溫度範圍二氟甲醚也會因路易士酸（Lewis acids，例如金屬鹵化物、金屬氧化物）的觸媒效應而裂解

全氟聚醚無色無味無毒，可在200°C以上的高溫持續工作數百甚至數千小時（與金屬成份有關），有所有潤滑基礎油中最低的蒸氣壓（10−8~10−16mbar），不受任何酸鹼物質侵蝕、不被任何溶劑（除了氟氯碳化物以及低黏度全氟聚醚之外）稀釋，與任何橡塑膠均相容，在達到最高耐溫限度前幾乎完全不氧化，熱裂解後完全揮發不留殘渣（但若未能揮發則有強酸侵蝕性），對任何固體均有良好附著性（因表面張力低），對輻射也有最好的抵抗能力。此外，全氟聚醚的介電強度也是所有基礎油種中最高的，因此常用在電力設施中的高壓開關上。
全氟聚醚即使不添加潤滑添加劑，本身也有一定程度的抗磨、極壓效能。這個特性尤其是以共聚型（Y, Z型）為明顯。其作用機制為分子鏈上的甲醚在摩擦點的高溫作用下裂解、與摩擦點的鐵原子化合成Fe-F，該部位即類似受一般抗磨劑、極壓劑保護的表面一樣（形成Fe-S或Fe-P）具有低摩擦係數、防止兩摩擦面的金屬熔焊沾黏的特性。不過這個特性短期而言是優勢，長期而言卻會持續破壞全氟聚醚油體的穩定性，因此理想上全氟聚醚潤滑油、脂，仍應透過特別開發的潤滑添加劑來提供所需的抗磨性能。
全氟聚醚在達到裂解溫度前一般是相當安全的，但全氟聚醚製造的潤滑油、脂則未必如此。例如多數全氟聚醚潤滑劑製造商會使用毒性物質亞硝酸鈉（英語：Sodium Nitrite)作為防蝕既抗磨添加劑。由於全氟聚醚可溶解的添加劑種類遠少於其它基礎油，不使用亞硝酸鈉的全氟聚醚潤滑劑成本明顯較高。
全氟聚醚在用來製造潤滑脂時，絕大多數選擇直徑1 ~ 10微米的聚四氟乙烯（Poly Tetra Fluoro Ethylene, PTFE）作為增稠劑，由於全氟聚醚本身的高分子量，加上聚四氟乙烯的阻隔作用，使得氟化潤滑脂有極佳的抗壓抗磨性能。

#### 應用
汽車工業、高溫工業設備是全氟聚醚的主要使用產業。下列幾種工況條件是全氟聚醚的主要適用環境：
1. 持續150~280°C的高溫，且需要3個月~1年以上的保養週期（甚或終生免保養）
2. 中~高真空（壓力<10−3mbar）
3. 高電壓（>1kV）的電氣接點（高壓開關（英语：switchgear）、插頭）
4. D或Z型（線性型）可以適用於非常寬廣的工作溫度變化範圍（最低可達-70°C），但需使用超微細PTFE(0.1~1微米）作增稠劑
5. 高濃度氧氣環境
6. 酸、鹼、有機溶劑的侵蝕環境
7. 5~10年甚至更長的使用壽命
8. K型適用於高輻射環境

### 聚醚[32]
醚（ether）是兩個分子鏈以氧原子連接而成，非常多種化學品均帶有醚官能基。在潤滑基礎油領域，PAG聚二醇與全氟聚醚也屬於廣義上的聚醚，但如果某基礎油被稱為聚醚，一般指的是含有5~6個苯環的聚苯醚（Polyphenyl ether, PPE）。
聚苯醚可以耐的溫度甚至高於分支型PFPE，有同樣低的揮發率與低蒸氣壓，表面張力很高導致較不易附著於光滑表面上，抗磨耗與減阻效果不錯，常被用在通訊與電子設備的電氣接點潤滑應用之上。另一個特點是抗強輻射。
目前聚苯醚製成的通用型或高效能工業用潤滑油脂因成本高昂而較少見，第一個大量使用的案例是美國空軍高空3倍音速戰略偵察機SR-71黑鳥式偵察機的J-58噴射引擎渦輪油。

#### 應用
航空液壓油、高真空泵用油（特別是擴散泵）、電氣接點潤滑、高溫或輻射環境潤滑等

### 相溶性
相溶性（miscibility, solubility），或相混性，是不同潤滑基礎油先後換用或混和使用時必須注意的原則，不相溶的兩種基礎油混和會造成不均勻的油體、嚴重破壞潤滑性能。各種常用基礎油相互間的相溶性如下：
|        | 礦物油 | PAO    | 有機酯 | 磷酸酯 | PAG    | 矽油 | PFPE   | PPE |
| 礦物油 |        | 可     | 一般可 | 一般可 | ╳      | ╳    | ╳      | ╳   |
| PAO    | 可     |        | 一般可 | 一般可 | ╳      | ╳    | ╳      | ╳   |
| 有機酯 | 一般可 | 一般可 |        | 一般可 | 一般可 | ╳    | 特例可 | ╳   |
| 磷酸酯 | 一般可 | 一般可 | 一般可 |        | ╳      | ╳    | 特例可 | ╳   |
| PAG    | ╳      | ╳      | 一般可 | ╳      |        | ╳    | ╳      | ╳   |
| 矽油   | ╳      | ╳      | ╳      | ╳      | ╳      |      | ╳      | ╳   |
| PFPE   | ╳      | ╳      | 特例可 | 特例可 | ╳      | ╳    |        | ╳   |
| PPE    | ╳      | ╳      | ╳      | ╳      | ╳      | ╳    | ╳      |     |
| ------ | ------ | ------ | ------ | ------ | ------ | ---- | ------ | --- |

即使相溶，混用兩種基礎油時仍需注意其黏度是否相近。

## 加工基礎油
加工基礎油也稱為軟化油，是石油公司對基礎油的一種分類。
其特性大致如下：
| 相对密度(d20℃4℃) | 0.993          |
| 折射率(n20℃D)    | 1.4735-1.4775  |
| 粘度(E020℃)      | 8.5左右        |
| 凝固点(℃)        | -18～-15       |
| 平均分子量       | 600 左右       |
| 蒸氣壓＠22.1℃    | 0.000067 psia  |
| 蒸氣壓＠25.0℃    | 0.000067 psia  |
| 蒸氣壓差＠5.6℃   | 0.0000054 psia |

## 註解
1. 1 2  Dennis Lauer, "Synthetic Gear Oil Selection". Machinery Lubrication Magazine. May 2001
2. ↑   (PDF).
3. ↑  Lubricants and Lubrication, Chapter 4, Theo Mang,Wilfried Dresel, 2nd Edition, 2007
4. ↑  Chemistry and Technology of Lubricants, Chapter 1, Roy M. Mortier,Malcolm F. Fox,Stefan T. Orszulik
5. ↑  石油化學概論，柯清水，P.69
6. ↑  Lubrication Fundamentals, D. M. Pirro, A. A. Wessol, Chapter 2, 2001, ISBN 0-8247-0574-2
7. ↑  Chemistry and Technology of Lubricants, 3rd Edition, Section 1.4.8~1.5.1, Roy M. Mortier, Malcolm F. Fox, Stefan T. Orszulik, ISBN 978-1-4020-8661-8
8. ↑  Chemistry and Technology of Lubricants, 3rd Edition, Section 1.5.1, Roy M. Mortier, Malcolm F. Fox, Stefan T. Orszulik, ISBN 978-1-4020-8661-8
9. ↑  Lubrication Fundamentals, Chap 2, Section V, D. M. Pirro, A. A. Wessol, 2001, ISBN 0-8247-0574-2
10. ↑  . juris.bundesgerichtshof.de.   [2019-09-25]. （原始内容存档于2021-03-05）.
11. ↑  Lubricants and Lubrication, Chapter 5, Theo Mang,Wilfried Dresel, 2nd Edition, 2007
12. ↑  Lubricants and Lubrication, P.35, Theo Mang,Wilfried Dresel, 2nd Edition, 2007
13. 1 2  Space Vehicle Mechanisms: Elements of Successful Design, David Stone & Paul Bessette, P.190, ISBN 0-471-12141
14. ↑  Ronald E. Zielinski and Christa M. A. Chilson, Lubricant Additives – Chemistry and Applications, 2nd Edition, Chapter 14, ISBN 978-1-4200-5964-9
15. ↑  Rubber as an engineering material: guideline for users, Chapter 6.8, Khairi Nagdi
16. ↑  Synthetic Lubricants and High-Performance Functional Fluids, edited by Leslie R. Rudnick & Ronald L. Shubkin, 2nd Edition, Chapter 3, ISBN 0-8247-0194-1
17. ↑  Daryl Beatty and Martin Greaves, UCON Fluids and Lubricants, The Dow Chemical Company, "PAGs are Rising to the Top of the Synthetic Market". Machinery Lubrication Magazine. September 2006
18. ↑  Fuels and lubricants handbook: technology, properties, performance, and testing, P.372, George E. Totten, Steven R. Westbrook, Rajesh J. Shah, 2003, ISBN EB: 978-0-8031-5048-5
19. ↑  Paul L. Matlock, William L. Brown, and Nye A. Clinton, SYNTHETIC LUBRICANTS AND HIGH-PERFORMANCE FUNCTIONAL FLUIDS, 2nd Edition, Chapter 6, ISBN 0-8247-0194-1
20. ↑  H. Siebert, Dr. Ulrich Mann, "Water-soluble polyglycols for
industrial large gear drives", Klüber Lubricaiton Tribal Journal, Edition 1/2006
21. ↑  Dennis A. Lauer, SYNTHETIC LUBRICANTS AND HIGH-PERFORMANCE FUNCTIONAL FLUIDS, 2nd Edition, P.508, ISBN 0-8247-0194-1
22. ↑  H. Siebert, Dr. Ulrich Mann, "Water-soluble polyglycols for industrial large gear drives", Klüber Lubricaiton Tribal Journal, Edition 1/2006
23. ↑  D. M. Pirro, A. A. Wessol, Lubrication Fundamentals, 2nd Edition, P.100, ISBN 0-8247-0574-2
24. ↑  Paul L. Matlock, William L. Brown, and Nye A. Clinton, SYNTHETIC LUBRICANTS AND HIGH-PERFORMANCE FUNCTIONAL FLUIDS, 2nd Edition, P.160, ISBN 0-8247-0194-1
25. ↑  Michael P. Marino & Douglas G. Placek, SYNTHETIC LUBRICANTS AND HIGH-PERFORMANCE FUNCTIONAL FLUIDS, 2nd Edition, Chapter 4, ISBN 0-8247-0194-1
26. ↑  Phosphate Ester Fluids - Benefits and Limitations, J. Wright, Machinery Lubrication, 2009 Nov-Dec Issue
27. ↑  Clay Quinn, Frank Traver, and Kedar Murthy, SYNTHETIC LUBRICANTS AND HIGH-PERFORMANCE FUNCTIONAL FLUIDS, 2nd Edition, Chapter 11, ISBN 0-8247-0194-1
28. ↑  Phenyl Methyl Silicone Fluid and Its Application to High-Voltage Stationary Apparatus; Yasufuku, S.  , Umemura, T.,   Ishioka, Y., Hamakawasaki Works Kawasaki, Japan , Dec. 1977
29. ↑  Gregory A. Bell, Jon Howell & Thomas W. Del Pesco, SYNTHETIC LUBRICANTS AND HIGH-PERFORMANCE FUNCTIONAL FLUIDS, 2nd Edition, Chapter 8, ISBN 0-8247-0194-1
30. ↑  PFPE, A Unique Lubricant for a Unique Application, Mahmoud A Fowzy, 1998
31. ↑  Lubrication for Space Applications, P. 9, William R. Jones, Jr., Mark J. Jansen, 2005, NASA/CR—2005-213424
32. ↑  Manuel E. Joaquim, SYNTHETIC LUBRICANTS AND HIGH-PERFORMANCE FUNCTIONAL FLUIDS, 2nd Edition, Chapter 9, ISBN 0-8247-0194-1